# 丹野莉恩
丹野 莉恩（たんの りおん、2004年6月5日 - ）は、日本のタレントである。EBiDANのメンバー。
神奈川県出身。スターダストプロモーション所属。

## 略歴
- 2013年、所属する芸能事務所・スターダストプロモーションの男性俳優を集めたユニット・EBiDANに参加。

## 人物
スターダスト新人部に所属し、EBiDAN TOKYO KiDSのメンバーである。
ぷにたんという名前の犬を飼っており、その飼い犬と遊ぶことと体操が趣味である。特技は側転と鉄棒。(公式ブログより)

## 出演

### バラエティ
- 『Eダンスアカデミー』（2013年4月 - 10月、NHK Eテレ）
- 『EBiDAN』（2013年9月16日 - 不定期出演、TOKYO MX）
- 『EBiDANアミーゴ!』（2014年10月 - 不定期出演、BS日テレ）

### CM
- 任天堂「スプラトゥーン」（2015年）

### 雑誌
- 「De☆View 2013年11月号」
- 「Audition 2014年3月号」

### ミュージック・ビデオ
- ゆーたくII「サードウィザード」（2013年）

### 舞台
- 劇☆男 第6回公演「Birth」（2015年12月16日 - 20日、シアターグリーン BASE THEATER） - 長野凌大とのダブルキャスト